# 李六如

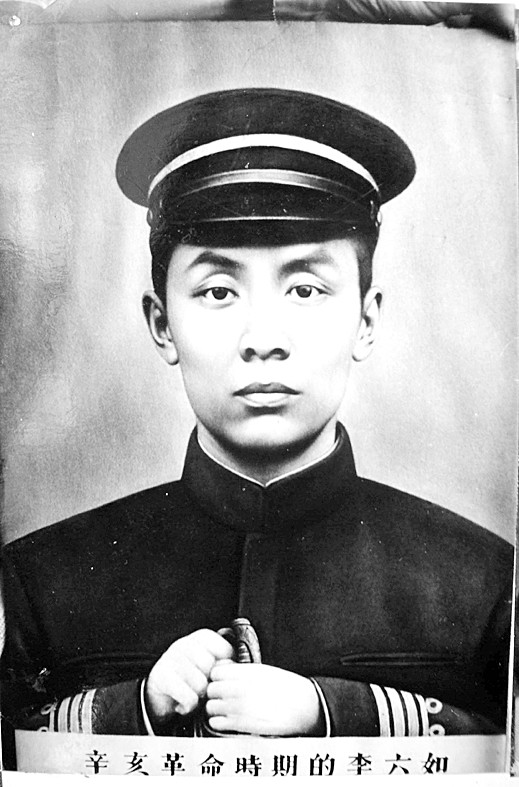

李六如（1887年7月11日—1973年4月10日），湖南平江人，中国近代政治人物。

## 生平
李六如早年曾参加湖北新军，并加入同盟会。1911年参加辛亥革命，后被黎元洪任命为第四镇十六标标统。1912年前往日本留学，就读于东京明治大学政治经济科。1918年回到故乡，任教于启明女校，并曾创办平民学校。1921年加入中国社会主义青年团。同年转为中国共产党党员。第一次国共合作期间，历任中国国民党湖南省党部执委、国民革命军总司令部党务处处长、第二军军校政治部指导部主任兼政治教官等。1926年参加北伐并任国民革命军第二军四师党代表兼政治部主任。
1927年他参与组织了秋收起义。1928年到新加坡，任中共南洋临委宣传部部长。次年前往香港，任职于南方局宣传部，并为隐蔽身份而与王稼祥、刘昂等以父子、父子相称。1930年到中央苏区，历任福建省苏维埃政府财政部部长兼内务部部长，中华苏维埃共和国临时中央政府国家银行副行长、代行长，中央政府办事处财经委员会代理主任等职。
抗日战争期间于1937年赴延安，后历任毛泽东办公室秘书长、延安行政学院代院长、中央财政经济部副部长等。第二次国共内战期间，任热河省政府秘书长，中共热河省委常委，东北人民政府财经委员会副主任、司法部部长等。
中华人民共和国成立后，出任政务院政治法律委员会委员，最高人民检察署副检察长、党组书记。1955年退休后从事写作，1957年起出版长篇历史小说《六十年的变迁》。文化大革命时期受到迫害，于1973年去世。